# Птици долитат
„Птици долитат“ е български игрален филм (драма) от 1971 година на режисьора Захари Жандов, по сценарий на Петър Славински, по романа му „Птици долитат при нас“ и Захари Жандов. Оператори са Иван Босев и Емил Кодов. Създаден е по романа на Петър Славински „Птици долитат при нас“. Музиката във филма е композирана от Александър Бръзицов.

## Актьорски състав
- Йордан Митов – Опри
- Нели Топалова – Янка
- Борислав Иванов – Дядо Бонко
- Виктор Данченко – Ивайло
- Николина Генова – Росица Милева
- Садие Ахнедова – Циганското момиче
- Вихра Коклин – Майката на Янка
- Стефан Джамбазов
- Пеньо Колев
- Иван Джиджев

## Награди
- Наградата на комитета по туризма при министерския съвет, (Варна, 1971).
- Сертифика за достойнство, (Монреал, Канада, 1973).